# Cyphostemma cristigerum
El Cyphostemma cristigerum es una especie de vid. Fue descrita por Descoings y pertenece al género Cyphostemma de la familia Vitaceae.
Es una especie endémica de la isla de Madagascar.